# Metaleptyphantes dubius
Metaleptyphantes dubius är en spindelart som beskrevs av George Hazelwood Locket och Anthony Russell-Smith 1980. Metaleptyphantes dubius ingår i släktet Metaleptyphantes och familjen täckvävarspindlar.
Artens utbredningsområde är Nigeria. Inga underarter finns listade i Catalogue of Life.